# Гребінківській бій 1918 року

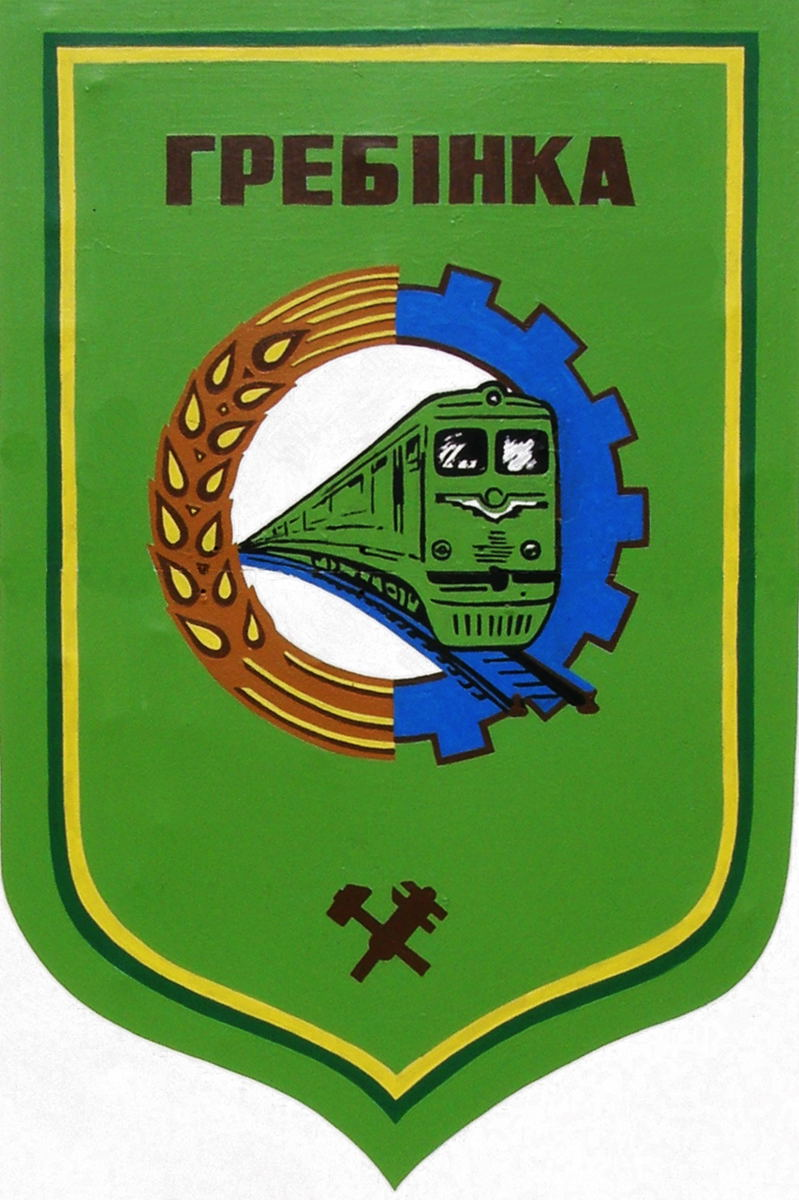
Герб Гребінки

 Гребінківській бій — бій між українськими та німецькими, з одного боку, і комуно-московськими, з іншого боку, військами, що відбувся 14—16 березня 1918 року біля станції Гребінка (тепер Полтавської обл.) на залізниці Київ — Харків під час Україно-московської війни 1917—1918 років.

## Сили сторін
У бою з українсько-німецького боку взяли участь Запорозький кінний полк ім. Костя Гордієнка (командир — Всеволод Петрів) і 3-й Запорозький піший полк ім. Богдана Хмельницького (командир — Олександр Шаповал) Окремої Запорозької бригади (усього до 2200 багнетів та 300 шабель) Армії УНР та 350-й полк німецьких військ (до 5000 багнетів).

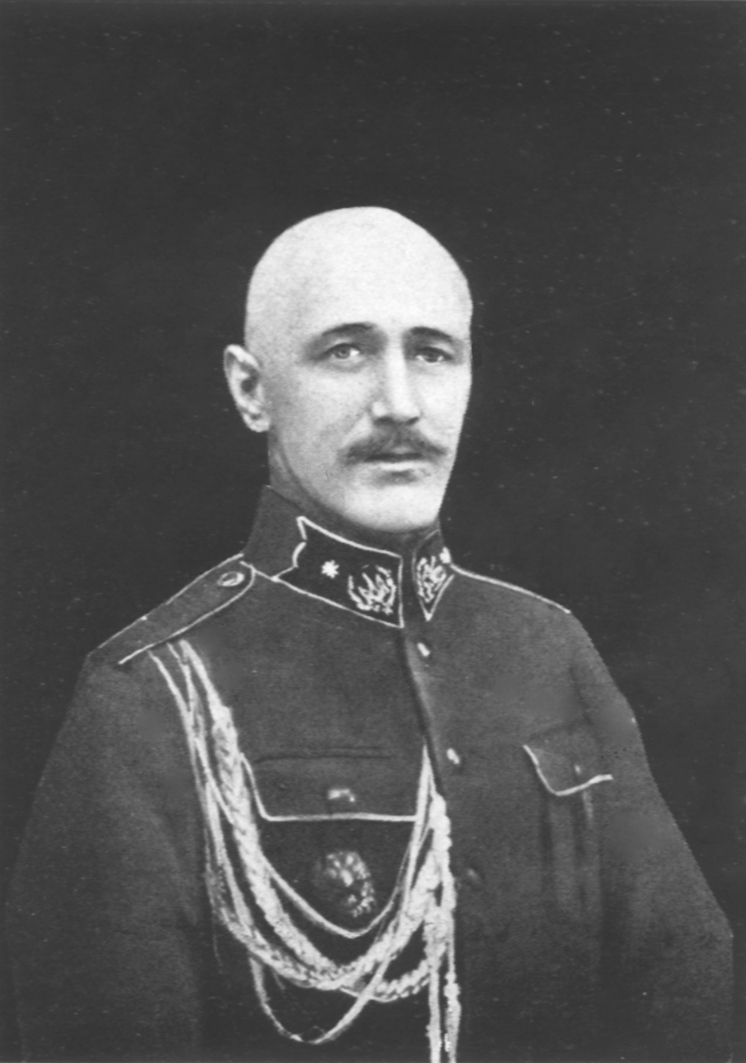
Всеволод Петрів

З комуно-московського боку в бою взяли участь робітничий загін із Крюкова (тепер це частина Кременчука, до 200 осіб), загін балтійських матросів (до 1000 осіб) та залишки 25-го Сибірського, 12-го Туркестанського та 3-го Гренадерського полків (до 2000 осіб) колишнього царського війська. Крім того, у ворога був панцерний потяг «Заамурєц» (командир — Людмила Мокієвська-Зубок). Командував військами Василь Кіквідзе.

## Результатбою
Незважаючи на запеклий опір ворога, українсько-німецькі війська здобули Гребінку і рушили далі на Лубни.

## Вшанування пам'яті
20 квітня 2018 року, видавництво «Стікс» видало книгу Сергія Коваленка «Похід запорожців на Донбас і Крим: рік 1918», у якій описано перебіг бою. Проект профінансовано коштом Владислава Поповича, після перемоги в Європейському Суді з Прав Людини.